# Короны Российской империи

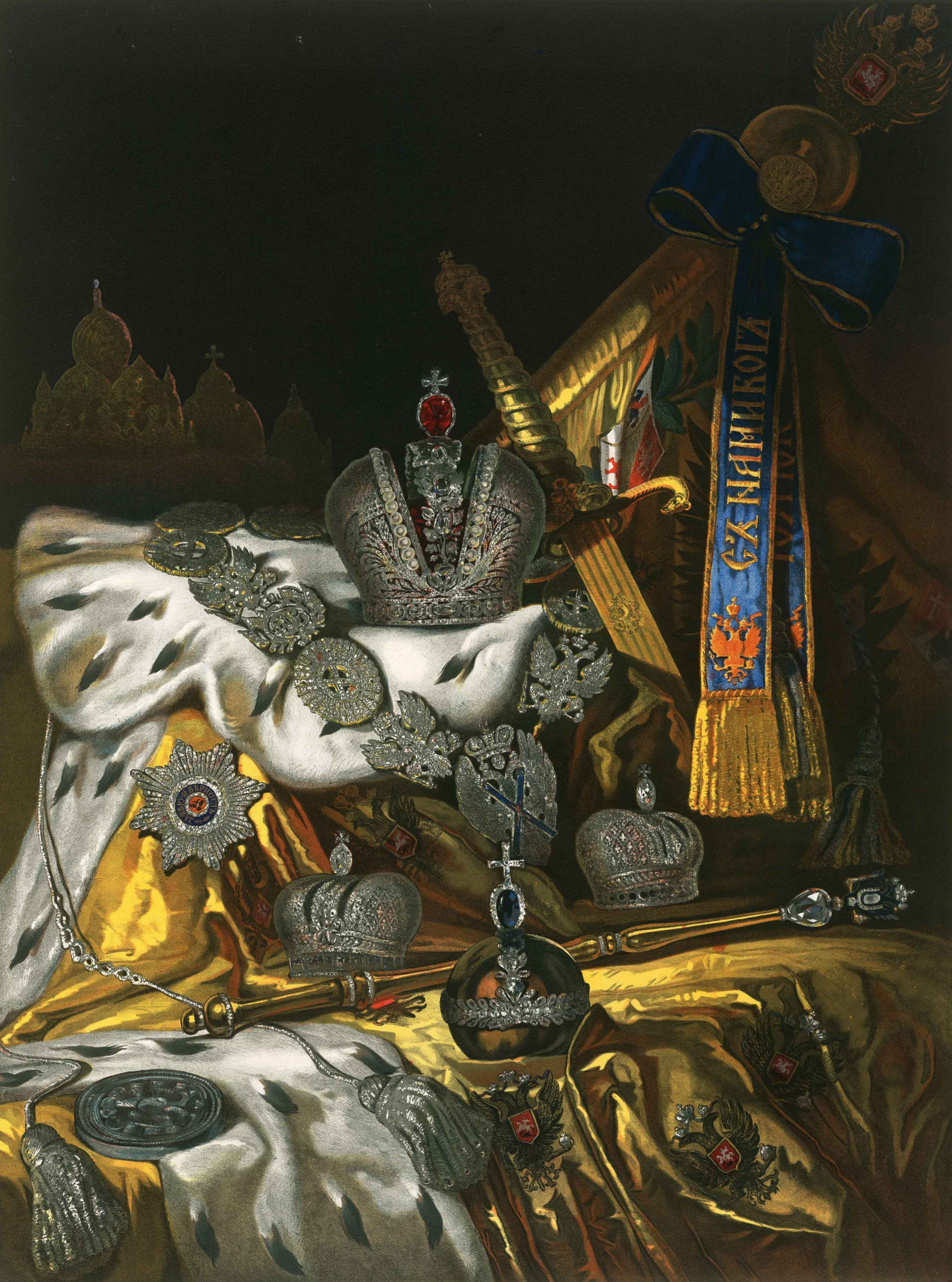
Регалии Российской империи в 1856 году (рисунок из коронационного альбома Александра II): Большая Императорская корона, две Малые, держава, скипетр, царские шапки и т. д.

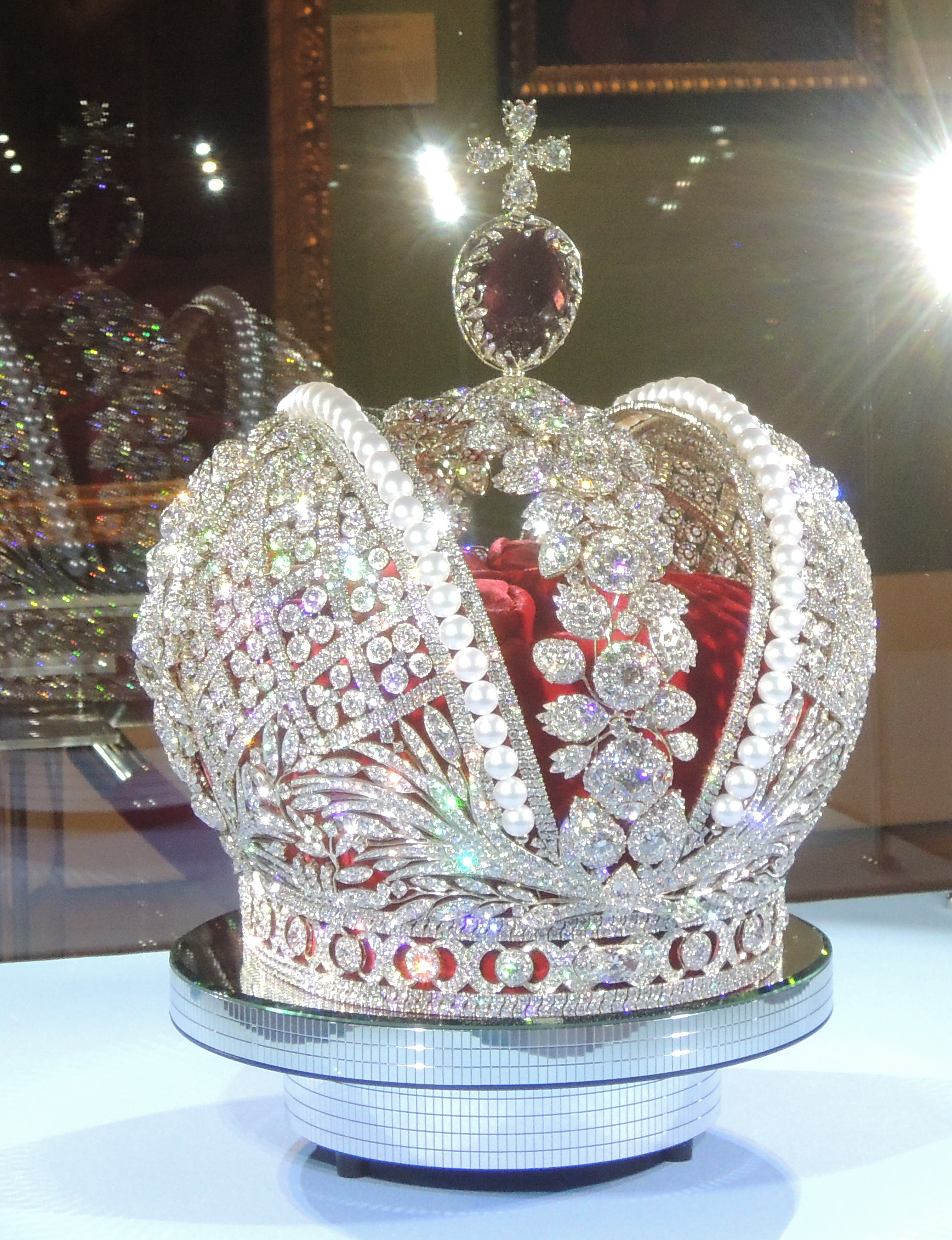
Современная реплика Большой Императорской короны

Короны Российской империи — регалии российских императоров, некоторые из которых хранятся в Музеях Кремля (Оружейной палате и Алмазном фонде), а другие были разобраны либо проданы за рубеж.

## История
В русском царстве использовались Шапки Русского царства, в частности, для коронаций — Шапка Мономаха. Последний царь и первый император Пётр Великий в качестве императора не короновался, будучи уже венчан на царство по старому обычаю. Первой императорской коронацией в России стал обряд, проведённый им над своей женой Екатериной Алексеевной, будущей самодержицей Екатериной I. Ради этого обряда были тщательно пересмотрены старинные царские традиции, и много заимствовано из обрядов Западной Европы, в частности, Священной Римской империи. Первая русская императорская корона была изготовлена именно для Екатерины I. Однако вскоре после праздника эта корона была разобрана, и в Оружейной палате сохранился только её обод.
Обыкновение делать «одноразовые» короны сохранялось на протяжении почти всего XVIII века. Таким образом, были разобраны короны следующих императоров — Петра II и Елизаветы, хотя корона Анны Иоанновны и уцелела (ныне — в Оружейной палате). Екатерина II, взойдя на трон после не успевшего короноваться Петра III, заказала знаменитую Большую Императорскую корону, которой в будущем короновались все её потомки (ныне — в Алмазном фонде). Павел I, став гроссмейстером Мальтийского ордена, заказал себе Мальтийскую корону, которая даже была ненадолго помещена в имперский герб; после присоединения Грузии в Санкт-Петербург также были привезены грузинские регалии, и Грузинская корона заняла место в сокровищнице и в гербе.
Императрицы надевали при некоторых церемониях так называемые «малые» или «выходные короны»; они составляли частную собственность императриц и после их смерти уничтожались, а камни раздавались согласно завещанию. До революции сохранились лишь две такие короны. Кроме того, до определённого периода аналогично разбирали и «венчальные короны» невест, хотя потом стали короноваться одной сохранившейся.

## Список
| Изображение | Название                                             | Описание | Положение                                                                                               |
| ----------- | ---------------------------------------------------- | --- | --- |
|             | Корона Екатерины I (1724)                            | Первая российская императорская корона, была изготовлена для коронации Екатерины I золотых дел мастером Самсоном Ларионовым. Корону украшали бриллианты, крупный жемчуг и только один цветной камень — большая красная шпинель в навершии. Венец разобрали в течение месяца после коронации и уже без камней передали в июне 1724 г. в Оружейную палату. До наших дней дошёл лишь «остов» (то есть позолоченная серебряная основа) короны Екатерины I, ныне хранящаяся в Музеях Московского Кремля. | Разобрана, остов хранится в Оружейной палате.                                                           |
|             | Корона Петра II (1728)                               | Создана по образцу короны Екатерины I. Была передана в кремлёвскую сокровищницу 16 августа 1728 года, забрана оттуда 31 декабря 1729 года. При передаче была составлена опись, согласно которой «нижняя лента» — обод; «подзор с листами» над ободом; две «пукли» — полушария; «серебряная чеканная лента» — центральная арка; «лента по сторонам пуклей» — по центру полушарий; навершие; помимо алмазов, бриллиантов и крупных жемчужин корону украшало большое количество цветных камней («водокшанских лалов», «яхонтов лазоревых», изумрудов), а венчал её «лал большой» ценой 60 тыс. рублей в ободке из бриллиантов, над которым возвышался крест из девяти «четвероугольных греческих алмазов». | Разобрана.                                                                                              |
|             | Корона Анны Иоанновны (Польская) (1730)              | Вторая из сохранившихся корон. Ювелиры: золотых дел мастера Самсон Ларионов, Калина Афанасьев, Никита Милюков, серебряник Петр Семенов, золотарь Лука Федоров. Серебро, алмазы, рубины, турмалины; литье, чеканка, резьба, золочение. | Хранится в Оружейной палате.                                                                            |
|             | Малая корона Анны Иоанновны (1730)                   | Была выполнена по случаю её коронации в комплекте с большой для торжественных выходов на поздравительные аудиенции. | Разобрана.                                                                                              |
|             | Корона Елизаветы Петровны (1742)                     | Была выполнена ювелиром И. Г. Цартом, которому помогали русские и иностранные мастера и ученики. | Разобрана.                                                                                              |
|             | Малая корона Елизаветы Петровны (1742)               | Выполнена по случаю коронации в комплекте с большой короной. | Разобрана.                                                                                              |
|             | Большая императорская корона (1762)                  | Императорская корона изготовлена придворным ювелиром Георгом-Фридрихом Экартом и бриллиантовых дел мастером Иеремией Позье для коронации императрицы Екатерины Второй в 1762 году. Cеребро, золото, бриллианты, жемчуг, шпинель. | Хранится в Алмазном фонде.                                                                              |
|             | Мальтийская корона (1798)                            | Предположительно была изготовлена русскими мастерами по повелению российского императора Павла I при принятии им титула великого магистра Мальтийского ордена, либо привезена госпитальерами с Мальты. Корона представляет собой позолоченный серебряный венец. Восемь дуг поддерживают яблоко, увенчанное мальтийским крестом, покрытым белой эмалью. | Хранится в Оружейной палате.                                                                            |
|             | Грузинская корона (1798)                             | Корона царя Грузии Георгия XII была изготовлена в России при императоре Павле ювелирами П. Э. Теременом и Н. Г. Лихтом и выслана в Грузию. В 1801 году корона последнего грузинского царя была отправлена в Санкт-Петербург, где вошла в состав Российских императорских регалий. Корона имела восемь золотых дуг, сверху держава и крест из яхонтов и бриллиантов. | Продана на запад в 1930 правительством Советской Грузии, предположительно хранится в частной коллекции. |
|             | Малая императорская корона из Алмазного фонда (1801) | Изготовлена в 1801 году по образцу Большой императорской короны братьями ювелирами Я. и Ж. Дювалями для императрицы Елизаветы Алексеевны, супруги Александра I и была возложена на голову Елизаветы Алексеевны во время её совместной коронации с Александром I. | Хранится в Алмазном фонде.                                                                              |
|             | Вторая малая императорская корона                    | Фигурирует на первых советских фотографиях регалий. | Очевидно, была продана.                                                                                 |
|             | Императорская венчальная корона (1884)               | Корона, надеваемая невестой во время венчания. Была изготовлена в 1884 году для свадьбы великого князя Сергея Александровича и Елизаветы Федоровны. Впоследствии эту корону использовали при всех следующих венчаниях в императорской семье вплоть до революции. Серебро, бархат, бриллианты. | Продана на запад в 1926 году. В настоящее время хранится в Иконной комнате Музея Хиллвуд.               |

## Герб
Герб Российской империи имеет изображение пяти царских шапок и четырёх императорских корон, которые венчают щиты, окружающие главный щит герба, а также одной короны и одной шапки ерихонской по центру.

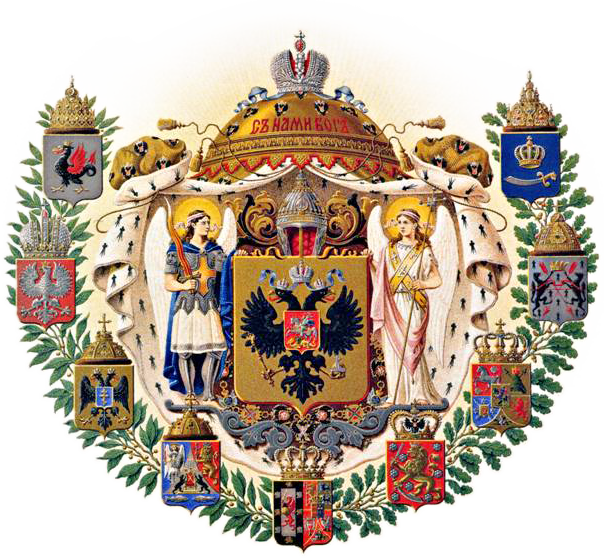
Средний герб Российской империи

| Илл. | Герб                                       | Описание |
| ---- | ------------------------------------------ | --- |
|      | Герб царства Польского                     | «в червлёном щите серебряный коронованный орёл с золотыми клювом и когтями…» Герб увенчивает корона Анны Иоанновны. |
|      | Родовой Его Императорского Величества герб | Использована вымышленная корона «Щит увенчан велико-герцогскою короною» То есть короной великого герцогства, так как герб принадлежал Гольштейн-Готторп-Романовым (На илл. справа: Геральдическая корона великого герцогства Люксембургского, аналогичная использованной в этом гербе) |
|      | Герб великого княжества Финляндского       | Использована вымышленная корона «В червлёном щите, золотой коронованный лев, держащий в правой лапе меч прямой, а в левой — меч выгнутый, на который опирается заднею правою лапою (лев), сопровождаемый восемью серебряными розами…» Герб увенчивает Финляндская корона. Этой короны на самом деле не существует, но в силу Высочайшего Повеления от 1857 года она должна была изображаться в гербах Финских губерний и города Гельсингфорса (ныне — Хельсинки). Но это правило не соблюдалось. В государственном гербе корона Великого Княжества Финляндского изображалась золотой, состоящей из венца, украшенного камнями, к которому прикреплены сходящиеся под яблоком две дуги, украшенные жемчугом, и два государственных орла. Яблоко увенчано алмазным крестом. Но в Финляндских сочинениях герб Великого Княжества был представлен короной западноевропейских Великих Княжеств. |
|      | Герб царства Грузинского                   | «щит четверочастный, с оконечностью и малым в середине щитом» Герб увенчивает Грузинская корона. |
|      | Главный щит                                | Герб увенчивает Большая императорская корона |
|      |                                            | |

Также в Российской империи использовалась Древняя царская корона, которая на самом деле не существует. Она помещалась в гербах областей и градоначальств и изображалась в виде золотого венца — обруча, украшенного камнями, имеющего четыре листа сельдерея, и жемчужины, увенчанные крестами.